# 耶律弘義
耶律弘義，辽朝官员，祖父齐国大王。
耶律弘義娶耶律重元的女儿因八公主之女萧弥勒女。因八公主是辽圣宗孙女、辽兴宗的侄女、辽道宗的堂妹、天祚帝的姑祖母。因为作为耶律重元的党羽，其妻墓志没有写出他的官爵。耶律弘義官至六殿详稳、太和宫副使。他有子女四人：耶律苏那，担任护卫将军；耶律高什钵；耶律有福；女儿耶律骨捏。